# Улица Вячеслава Черновола (Одесса)
Улица Вячеслава Черновола — улица Одессы, в исторической части города, от Большой Арнаутской улицы до Пантелеймоновской улицы.

## История
Бывшая Новая улица. Первоначально составляла единое целое с нынешней улицей Маразлиевской, однако построенные в середине XIX века канатные производства Новиковых и Мешковых разделили эти улицы.
В советское время — улица Соколовской.
В 2008 году, в связи с 70-летием со дня рождения выдающегося украинского политика, государственного деятеля и публициста Вячеслава Черновола (1937—1999) улица Новая была переименована в честь (решение Одесского городского совета № 2953-V от 10.07.2008 г.)